# 江阳郡 (东汉)
江阳郡，中国古代的郡。
东汉建安十八年（213年）置，治所在江阳县（今四川省泸州市）。下辖江阳县、汉安县、符县、新乐县四县。辖境相当今四川省泸州市一带。东晋安帝时废。